# Jade Carey
Jade Ashtyn Carey (Phoenix, 27 mei 2000) is een Amerikaans turnster met vloeroefening en sprong als specialisme. Tijdens de Olympische Spelen in Tokio werd ze kampioen op de vloer en tijdens de Olympische Spelen in Parijs won ze goud met het team en brons op sprong. 

## Carrière
In 2017 haalde ze zilver op sprong en vloer op de wereldkampioenschappen in Montreal.
In 2018 haalde ze goud in de sprong-, vloer- en teamfinale op de Pan-Amerikaanse Spelen.
In 2019 op de wereldkampioenschappen in Stuttgart won ze goud met het team, samen met Simone Biles, Sunisa Lee, Kara Eaker en Grace McCallum. Op sprong haalde ze de zilveren medaille na Biles en voor Ellie Downie.
In 2021 op de Olympische Spelen in Tokio kwalificeerde ze zich aanvankelijk voor de vloer- en de sprongfinale. Ze kon niet door naar de meerkampfinale hoewel ze een zeer goed resultaat neerzette, aangezien er slechts twee gymnastes per land door mogen per finale (Biles en Lee). Nadat Simone Biles zich echter terugtrok wegens haar mentale gezondheid, was Carey toch ook gekwalificeerd voor de meerkampfinale. Ze werd uiteindelijk achtste wegens een val van de balk.
In de sprongfinale eindigde ze laatste door een misstap tijdens haar aanloop.
De volgende dag werd ze olympisch kampioen in de vloerfinale, voor het zilver van Vanessa Ferrari en het gedeelde brons van Mai Murakami en Angelina Melnikova.
In 2022 tekende ze present op de wereldkampioenschappen in Liverpool. Ze kwalificeerde zich voor de finales van sprong, vloer, meerkamp en team. In de teamfinale won ze goud samen met  Skye Blakely, Jordan Chiles, Shilese Jones en Leanne Wong. In de meerkampfinale eindigde ze zesde. Voor sprong haalde ze de gouden medaille, en op vloer haalde ze brons, gedeeld met Rebeca Andrade, en na Jessica Gadirova en haar landgenoot Chiles.
In 2024 vertegenwoordigde ze haar land op de Olympische Spelen in Parijs samen met  Simone Biles, Jordan Chiles, Sunisa Lee, en Hezly Rivera. In de kwalificatieronde viel ze tijdens haar vloerroutine en zei ze dat ze zich niet goed voelde. Daarna kon ze zich herpakken voor haar sprong, waardoor ze doorging naar de sprong- en de teamfinale. Met het team wonnen ze goud, en op sprong pakte ze de bronzen medaille, na Biles en Andrade.

## Resultaten
| Jaar | Plaats                        | Resultaten                          |
| ---- | ----------------------------- | ----------------------------------- |
| 2017 | Wereldkampioenschap Montreal  | vloer · sprong                      |
| 2019 | Wereldkampioenschap Stuttgart | team · sprong                       |
| 2021 | Olympische Spelen Tokio       | vloer · 8e meerkamp · 8e sprong     |
| 2022 | Wereldkampioenschap Liverpool | team · sprong · vloer · 6e meerkamp |
| 2024 | Olympische Spelen Parijs      | team · sprong                       |

1952: Ágnes Keleti ·
1956: Ágnes Keleti, Larissa Latynina ·
1960: Larissa Latynina ·
1964: Larissa Latynina ·
1968: Věra Čáslavská, Larisa Petrik ·
1972: Olga Korboet ·
1976: Nelli Kim ·
1980: Nadia Comăneci, Nelli Kim ·
1984: Ecaterina Szabo ·
1988: Daniela Silivaș ·
1992: Lavinia Miloşovici ·
1996: Lilija Podkopajeva ·
2000: Jelena Zamolodtsjikova ·
2004: Cătălina Ponor ·
2008: Sandra Izbașa · 
2012: Aly Raisman · 
2016: Simone Biles · 
2020: Jade Carey · 
2024: Rebeca Andrade
1928: Agsteribbe, Burgerhof, De Levie, Nordheim, Polak, Simons, Stelma, Van den Berg, Van den Bos, Van der Vegt, Van Randwijk, Van Rumt ·
1936: Bärwirth, Bürger, Frölian, Iby, Meyer, Pöhlsen, Schmitt, Sohnemann ·
1948: Honsová, Kovářová, Misáková, Müllerová, Růžičková, Šilhánová, Srncová, Veřmiřovská ·
1952: Gorochovskaja, Botsjarova, Minaitsjeva, Oerbanovitsj, Danilova, Sjamrai, Dzjoegeli, Kalintsjoek ·
1956: Manina, Latynina, Moeratova, Kalinina, Astachova, Jegorova ·
1960: Moeratova, Latynina, Astachova, Ljoechina, Ivanova, Nikolajeva ·
1964: Latynina, Astachova, Voltsjetskaja, Zamotajlova, Manina, Gromova ·
1968: Koetsjinskaja, Voronina, Petrik, Karasjova, Toerisjtsjeva, Boerda ·
1972: Toerisjtsjeva, Korboet, Lazakovitsj, Boerda, Saadi, Kosjel ·
1976: Filatova, Grozdova, Kim, Korboet, Saadi, Toerisjtsjeva ·
1980: Davydova, Filatova, Kim, Naimoesjina, Sjaposjnikova, Zacharova ·
1984: Szabo, Cutina, Păucă, Grigoraș, Stănuleț, Agache ·
1988: Baitova, Sjevtsjenko, Strazjeva, Lasjtsjenova, Boginskaja, Sjoesjoenova ·
1992: Boginskaja, Lysenko, Galijeva, Goetsoe, Groedneva, Tsjoesovitina ·
1996: Miller, Dawes, Strug, Moceanu, Phelps, Chow, Borden ·
2000: Răducan, Amânar, Olaru, Boboc, Isărescu, Presăcan ·
2004: Ban, Eremia, Ponor, Roșu, Șofronie, Stroescu ·
2008: Yang, Cheng, Jiang, Deng, He, Li ·
2012: Douglas, Maroney, Raisman, Ross, Wieber ·
2016: Biles, Douglas, Hernandez, Kocian, Raisman ·
2020: Achajmova, Listoenova, Melnikova, Oerazova ·
2024: Biles, Carey, Chiles, Lee, Rivera
· 1938: Marta Majowska / Matylda Pálfyová
· 1950: Helena Rakoczy  
· 1954: Tamara Manina / Ann-Sofi Pettersson
· 1958: Larissa Latynina  
· 1962: Věra Čáslavská  
· 1966: Věra Čáslavská  
· 1970: Erika Zuchold  
· 1974: Olga Korboet  
· 1978: Nelli Kim  
· 1979: Dumitrița Turner  
· 1981: Maxi Gnauck  
· 1983: Boriana Stoyanova  
· 1985: Jelena Sjoesjoenova  
· 1987: Jelena Sjoesjoenova  
· 1989: Olesya Dudnik  
· 1991: Lavinia Miloșovici  
· 1992: Henrietta Ónodi  
· 1993: Elena Piskun  
· 1994: Gina Gogean  
· 1995: Simona Amânar  
· 1996: Gina Gogean  
· 1997: Simona Amânar  
· 1999: Jelena Zamolodtsjikova  
· 2001: Svetlana Chorkina  
· 2002: Jelena Zamolodtsjikova  
· 2003: Oksana Tsjoesovitina  
· 2005: Cheng Fei  
· 2006: Cheng Fei  
· 2007: Cheng Fei  
· 2009: Kayla Williams  
· 2010: Alicia Sacramone  
· 2011: McKayla Maroney
· 2013: McKayla Maroney
· 2014: Hong Un-jong
· 2015: Maria Paseka
· 2017: Maria Paseka
· 2018: Simone Biles
· 2019: Simone Biles
· 2021: Rebeca Andrade
· 2022: Jade Carey
· 2023: Rebeca Andrade